# 沈滿願
沈滿願（？—？），又名沈願，吴兴郡武康县（今浙江省湖州市德清县）人，沈約孙女，南梁女詩人，丈夫范靖（一作范靜）。著《沈滿願集》三卷，另《古今女史》、《歷朝名媛詩詞》、《名媛彙詩》和《宮閨文選》有著錄。